# Drame de Mayerling
Pour les articles homonymes, voir Mayerling (homonymie).
Le drame de Mayerling est un événement qui se déroule le 30 janvier 1889 : l'archiduc héritier d'Autriche Rodolphe, fils de l'empereur François-Joseph Ier d'Autriche et de l'impératrice Élisabeth, dite « Sissi », est retrouvé mort en compagnie de sa maîtresse, la baronne Marie Vetsera, une mineure, dans son pavillon de chasse de Mayerling. Le double suicide — ou le meurtre de Marie suivi du suicide de Rodolphe — est la thèse privilégiée, mais, étant donné le caractère scandaleux d'une telle fin, le gouvernement et l'empereur tentèrent de le cacher, ce qui a donné naissance à toute une littérature romantique, périodiquement alimentée par des « révélations » soutenant la version d'un double meurtre.

## Les protagonistes du drame

### L'archiduc Rodolphe, héritier du trône d'Autriche

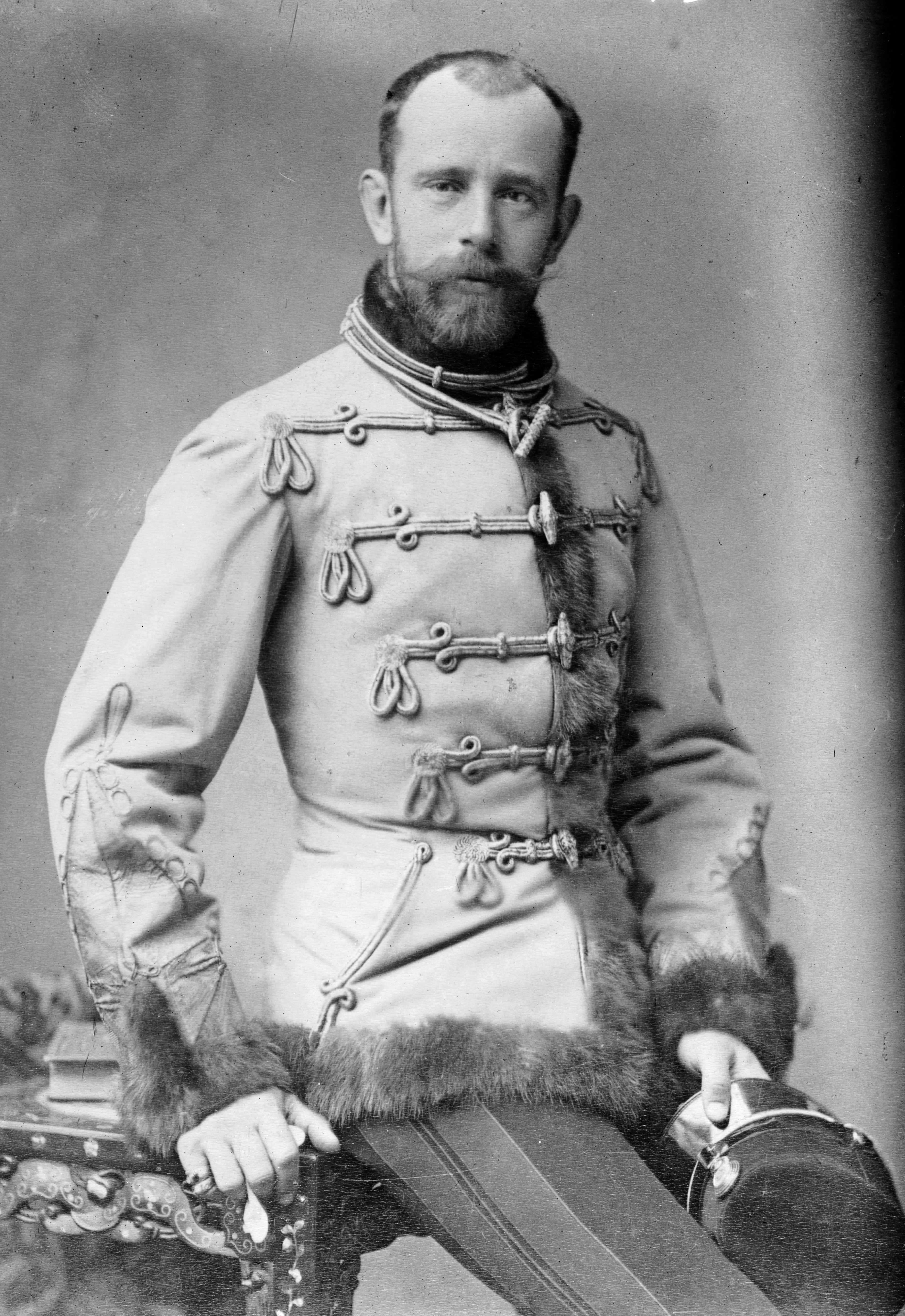
Rodolphe d'Autriche en 1887.

Héritier entre autres des trônes d'Autriche, de Hongrie et de Bohême, Rodolphe d'Autriche (né en 1858), archiduc héritier, second personnage de l'État après son père, multiplie les incartades, tant dans sa vie publique que privée.
- Dans sa vie publique : tenu à l'écart des affaires par son père, qui se méfie de ses opinions politiques, il se pique de libéralisme et écrit des articles anonymes dans un journal d'opposition. Il se prend à espérer une évolution de l'Empire austro-hongrois vers davantage de démocratie et de fédéralisme. Il est de plus favorable à un rapprochement avec la République française alors que son père souhaite maintenir son pays dans l'alliance avec l'Empire allemand.

- Dans sa vie privée : Rodolphe est marié, en 1881, à la princesse Stéphanie de Belgique (seule princesse pouvant convenir dans une monarchie dont la cohésion reposait surtout sur la dynastie). Le couple eut en 1883 une fille, l'archiduchesse Élisabeth-Marie (morte en 1963) qui épousera successivement le prince Othon de Windisch-Graetz puis le représentant social-démocrate Léopold Petznek. N'ayant pas d'intérêts communs avec son épouse à peine nubile mais ambitieuse, Rodolphe s'en éloigne rapidement et collectionne les esclandres, les maîtresses et les nuits de lupanar, ce qui lui vaut de contracter de graves maladies vénériennes qu'il transmet à son épouse, la rendant stérile et empêchant toute possibilité de donner un héritier mâle à la Double Monarchie. Ce comportement jugé pusillanime lui vaut de fréquentes et violentes querelles avec son père.

### La baronne Marie Vetsera

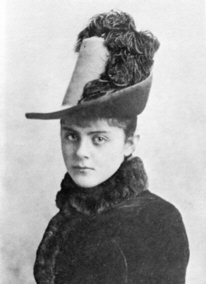
Marie Vetsera en 1888.

Marie Vetsera, fille du baron Albin Vetsera, administrateur des biens du sultan de Constantinople, et d'Hélène Baltazzi (ou Baltatsi), connue sous le nom d'Hélène Vetsera, est née le 19 mars 1871 à Vienne. Les frères d'Hélène Vetsera sont des familiers de la Cour, puisqu'ils montent à cheval en compagnie de l'impératrice Élisabeth dite « Sissi ». Marie rencontre l'archiduc probablement à l'automne 1888 par l'intermédiaire d'une cousine morganatique de l'archiduc, Marie von Wallersee-Larisch.

## Le pavillon de Mayerling
Mayerling est un pavillon dépendant du monastère cistercien de Heiligenkreuz ; construit autour du XIVe siècle, il est saccagé par les Turcs puis reconstruit. Il est ensuite sécularisé et abandonné.
Le pavillon est acquis en 1887 par l'archiduc, qui le transforme en pavillon de chasse, tout en conservant la chapelle. Il se compose alors d'une grande bâtisse trapue, rectangulaire, à un étage ainsi qu'une aile basse destinée au logement du personnel de service, un chenil, des écuries, des communs. L'ensemble sera presque totalement rasé après le drame et remplacé par un monastère de carmélites.

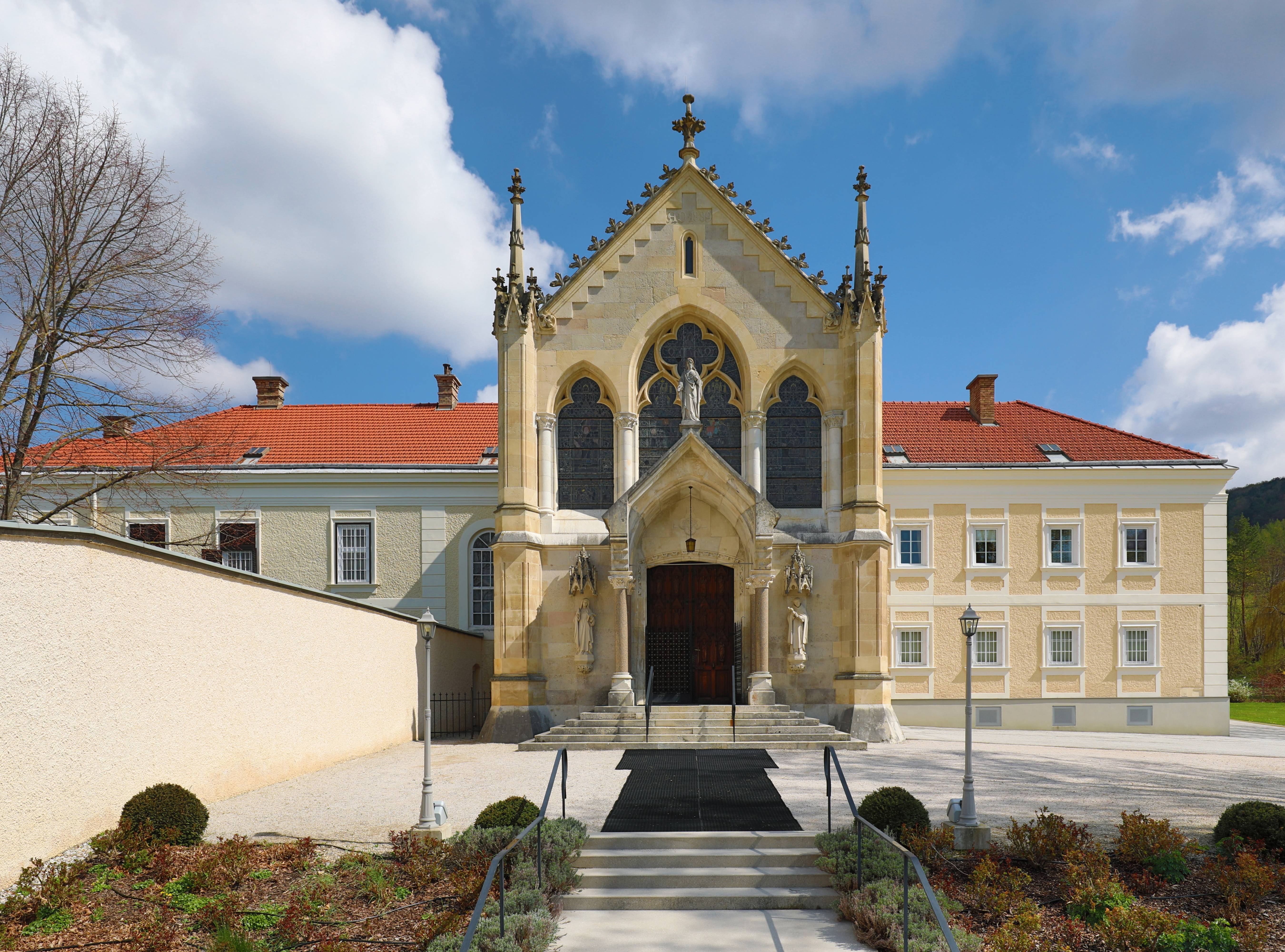
Mayerling de nos jours.
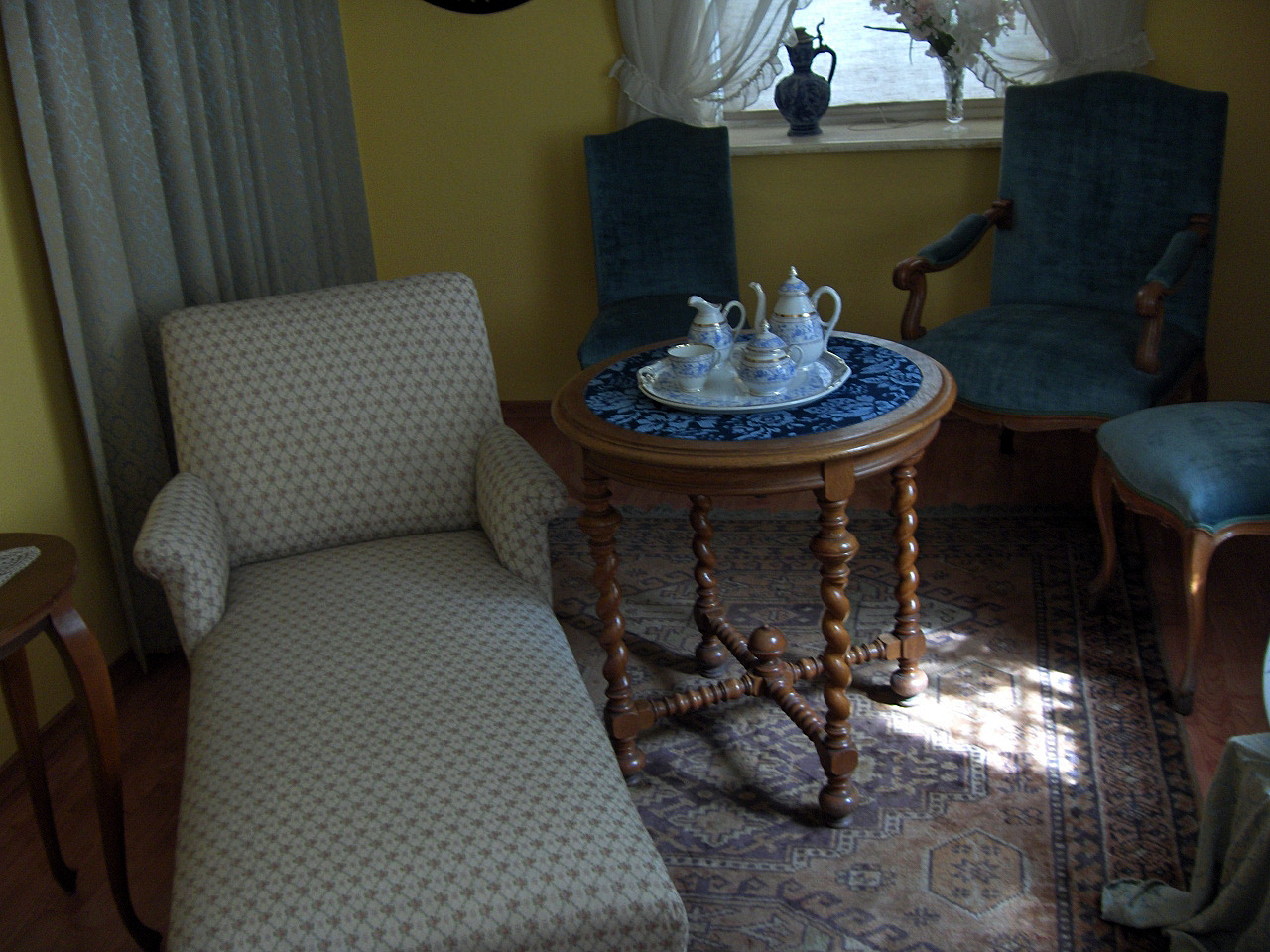
Mobilier de la chambre où Marie et Rodolphe ont été retrouvés morts.

## Le drame

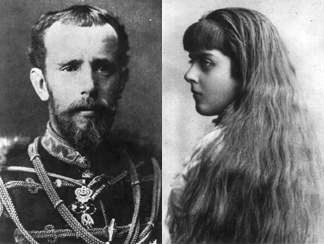
Portraits combinés du prince héritier Rodolphe d’Autriche et de la baronne Mary Vetsera.

Le matin du 30 janvier 1889, l'archiduc Rodolphe, héritier de la couronne impériale et royale d'Autriche-Hongrie, fils de François-Joseph Ier, empereur d'Autriche et roi de Hongrie, et de l'impératrice Élisabeth, est retrouvé mort à Mayerling. Selon la version officielle, c'est l'un des familiers de Rodolphe, le valet Loschek, qui découvre les corps de Rodolphe et de sa maîtresse, Marie Vetsera, allongés côte à côte sur un lit (la position exacte des corps sera vite l'objet de versions contradictoires) ; quelques heures plus tard, la nouvelle parviendra à la Hofburg. François-Joseph fait l'impossible pour tenter de cacher la présence de Marie Vetsera aux côtés de son fils. Et la thèse officielle parle de « crise cardiaque » ou d'« apoplexie ». Ce qui fait rire tout Vienne, d'autant plus qu'Élisabeth répand autour d'elle la thèse de l'empoisonnement. Faute d'étude sérieuse de la scène du crime, faute d'un rapport de police détaillé et précis, et faute de rapports d'autopsies concluants (plusieurs rapports tardifs et contradictoires), plusieurs versions du drame ont été émises par les criminologues, même si celle du double suicide ou du meurtre de Marie suivi du suicide de Rodolphe paraît la plus probable.

## Les différentes versions

### La version du meurtre suivi d'un suicide
Cette version des amants maudits fut, pendant des décennies, la version officielle du drame, propagée par l'entourage de la famille impériale.
Miné par une vie qu'il considère comme un échec, prématurément vieilli par la syphilis, atteint de troubles nerveux (peut-être une psychose maniaco-dépressive), aggravés par l'impossibilité de divorcer et sa stérilité (due sans doute à une gonococcie), l'archiduc-héritier songeait, de plus en plus souvent, au suicide. Craignant de ne pouvoir y arriver seul, il avait proposé à Mizzi Kaspar, une de ses maîtresses, de l'accompagner dans la mort. Celle-ci refusa et voulut prévenir la police qui n'accorda pas foi aux allégations d'une demi-mondaine. En revanche, le prince aurait convaincu Marie Vetsera, jeune fille de petite noblesse âgée de 17 ans. Il la tua d'un coup de pistolet avant de se tirer lui-même une balle dans la tête.
Dans Les Entretiens de l’Impératrice Eugénie de Maurice Paléologue, la dernière souveraine des Français, très amie avec le couple impérial d'Autriche-Hongrie, explique à l'auteur que l'impératrice Élisabeth lui a confié ce qui se serait passé cette nuit-là, lors de son dernier séjour au cap Martin. L'empereur François-Joseph aurait eu une explication très vive avec son fils au sujet de Mlle Vetsera, il le menaça même de le déshériter s'il ne rompait pas aussitôt cette liaison. L'empereur s'exprima sur un ton tellement violent que l'archiduc, effrayé, finit par consentir à congédier sa maîtresse. Il demanda cependant l'autorisation de la revoir une dernière fois. L'empereur accepta. Le soir venu, il raconta à sa maîtresse la dispute qu'il avait eue avec son père, l'empereur, et expliqua donc à Marie Vetsera qu'il devait consentir sous la menace d'être déshérité. Cette dernière lui répondit froidement qu'elle était enceinte. Ce fut alors une scène affreuse de désespoir et de tendresse. Ils se répétaient : « Nous ne pouvons plus vivre ! Mourons dans les bras l'un de l'autre ! Finissons-en ce soir même ! Dieu aura pitié de nous ! ». Rodolphe saisit alors son revolver et tua Marie d'une balle dans le sein. Puis, l'ayant dévêtue, il la disposa pieusement sur son lit, il prit des roses et en couvrit la morte. Après quoi, il écrivit à sa mère une longue lettre qui débutait ainsi : « Ma mère, je n'ai plus le droit de vivre : j'ai tué… ». C'est par cette lettre que l'empereur et l'impératrice ont pu connaître les péripéties du drame. Vers six heures du matin, Rodolphe se tua d'une balle dans la tête.
Pour préserver l'image de la dynastie, l'empereur et roi François-Joseph fera l'impossible pour obtenir du pape Léon XIII que son fils soit inhumé chrétiennement dans la crypte impériale du couvent des Capucins (envoi après le télégramme diplomatique officiel d'un autre télégramme codé dans lequel l'empereur annonce que son fils a été tué), et non à l'écart comme l'Église l'impose à l'époque à tous les suicidés (la rumeur du suicide se propagera cependant jusqu'à Rome où le cardinal Rampolla, secrétaire d'État de Léon XIII, tentera sur ce fondement de s'opposer aux obsèques religieuses de l'archiduc - en conséquence de quoi, en 1903, l'empereur-roi usera de son droit d'exclusive pour empêcher l'élection du cardinal Rampolla à la papauté). De même, François-Joseph tentera-t-il de cacher les circonstances exactes du décès (notamment la présence de Marie Vetsera). Ces dissimulations vont vite alimenter les rumeurs sur l'hypothèse d'un double meurtre politique, passionnel ou même crapuleux.

### Les thèses du double meurtre

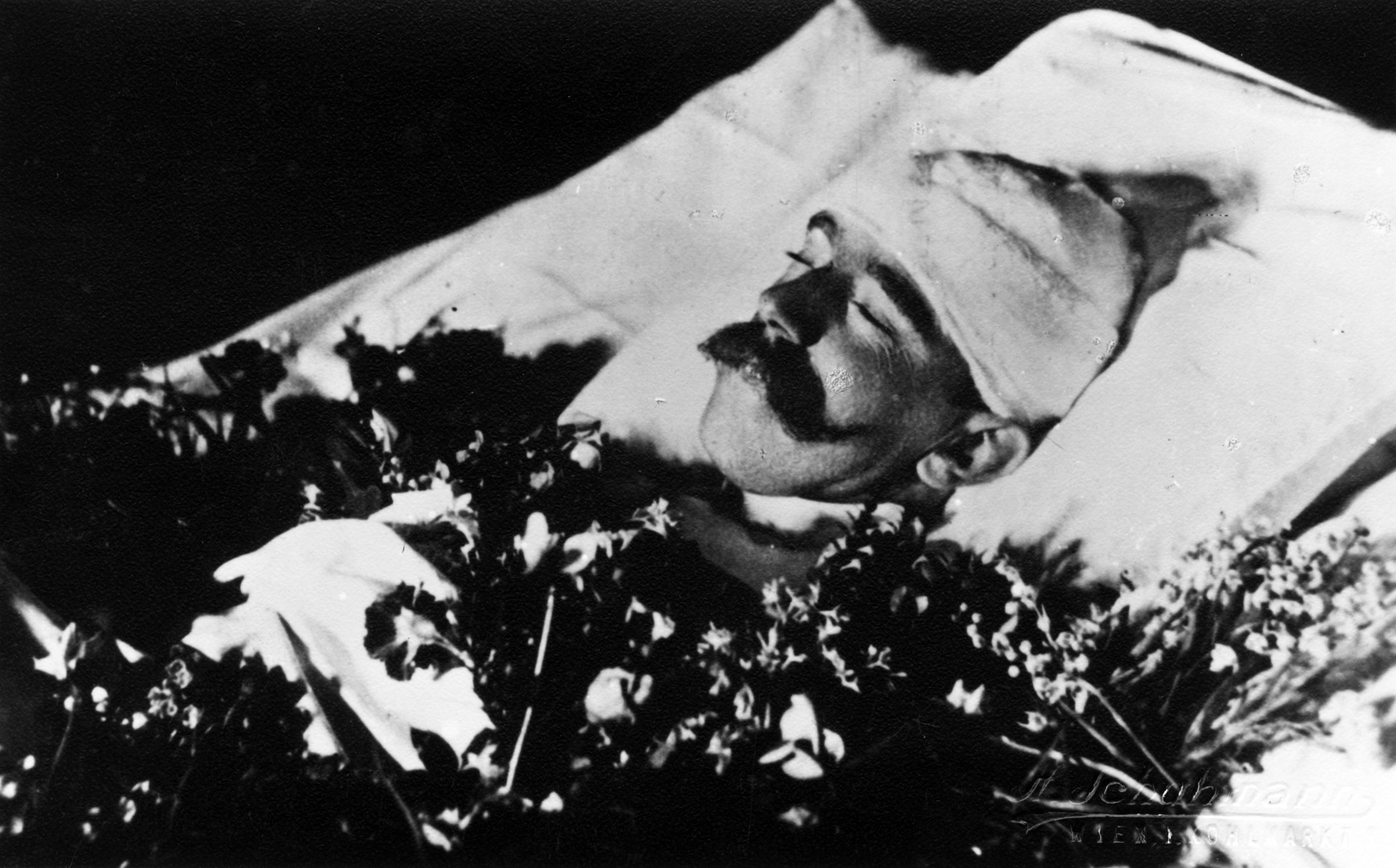
Le prince héritier sur son lit de mort, en 1889.

#### Éléments
Plusieurs éléments viennent jeter le doute sur la réalité d'un double suicide et accréditent l'hypothèse d'un assassinat. Selon les partisans de cette version : 
- le corps de Rodolphe montrait des signes d'un affrontement violent avant sa mort. Des lacérations avaient été découvertes sur plusieurs parties du corps. Ses mains très abimées, montraient des signes de lutte (contrairement aux usages, l'archiduc sera inhumé, ses mains revêtues de gants noirs). Selon le témoignage de l'archiduchesse Gisèle (sœur aînée de Rodolphe), les poignets de l'archiduc avaient été sectionnés. Enfin, le crâne de l'archiduc était enfoncé selon le témoignage de l'archiduchesse Marie-Thérèse (tante de Rodolphe) ;
- une fenêtre de la chambre avait été défoncée de l'extérieur ;
- le mobilier de la chambre était renversé et fracassé, de larges flaques de sang répandues sur le sol (témoignage du menuisier Frédéric Wolff) ;
- le 9 février 1889, soit dix jours après les faits, dans une missive envoyée à Berlin, l'ambassadeur allemand à Vienne rapporte une conversation avec le nonce apostolique (en) Luigi Galimberti, et l'aumônier de la cour des Habsbourg-Lorraine Lorenz Mayer : « Les deux prélats, généralement bien informés, ont exprimé leurs doutes les plus sérieux au sujet de la version officielle des événements de Mayerling [le double suicide]. » ;
- le Premier ministre britannique, Lord Salisbury, informa rapidement la reine Victoria — qui appréciait énormément l'archiduc — que les services de renseignements britanniques détenaient la preuve d'un double assassinat ;
- le revolver ayant servi à tuer Rodolphe n'était pas celui possédé par le prince impérial et les six balles furent tirées.

#### Hypothèses
La version du meurtre a été officiellement avancée en 1983 par l'impératrice Zita, veuve de l'empereur Charles Ier d'Autriche. Zita de Bourbon-Parme était la fille du duc de Parme Robert Ier de Parme et de l'infante du Portugal Antonia de Bragance. Ses tantes maternelles étaient de très proches parentes de l'archiduc Rodolphe. L'infante Marie-Josèphe de Bragance était en effet l'épouse du duc Charles-Théodore en Bavière, frère préféré de l'impératrice Elisabeth. L'infante Marie-Thérèse de Bragance était quant à elle l'épouse de l'archiduc Charles-Louis, frère de l'empereur François-Joseph dont le petit-fils fut l'empereur Charles Ier d'Autriche.
Selon Zita, l'archiduc aurait été assassiné car il aurait refusé de participer à un complot contre son père, complot qui visait à détrôner François-Joseph et à le remplacer, sur le trône de Hongrie par Rodolphe, et sur le trône d'Autriche par l'archiduc Jean de Habsbourg-Toscane ; Rodolphe aurait été informé de certains éléments relatifs à ce complot et aurait été assassiné, afin que les instigateurs ne soient pas inquiétés. Cette thèse est appuyée par des auteurs tel Jean des Cars, notamment depuis la découverte d'un télégramme de l'empereur adressé au pape Léon XIII, où il explique que son fils a été assassiné. L'impératrice Zita ne fournit aucun élément permettant d'identifier ces instigateurs mais cite Georges Clemenceau comme homme politique ayant participé à cette conjuration. De nombreux documents ont toutefois été détruits par les Habsbourg, ce qui ne permet pas de répondre à toutes les questions soulevées par cette hypothèse.
Une autre version, émanant d'on ne sait où exactement, affirme que le commanditaire de l'assassinat aurait été le chancelier allemand Bismarck, inquiet de la francophilie de Rodolphe : l'archiduc, haïssant le pangermanisme, projetait, une fois monté sur le trône, de détacher l'Autriche-Hongrie de son alliance avec l'Allemagne et de la lier à la France. En septembre 2022, l'écrivain François Varay, publie, aux éditions Michel de Maule un livre Mayerling, la vérité révélée, dans lequel il livre un nouveau témoignage accréditant la piste d'un complot dont le commanditaire aurait été Otto von Bismarck. En effet, le demi-frère de François Varay était le journaliste Ladislas de Hoyos, descendant du comte Hoyos, témoin du drame. Un secret, qui se transmet de père en fils, ou à défaut au frère cadet serait ainsi parvenu jusqu'à François Varay, qui a décidé de le révéler, « l'Europe ne pouvant pas se bâtir sur un mensonge, ».
D'autres hypothèses font état d'un complot fomenté par les milieux liés à la hiérarchie catholique qui aurait supprimé l'archiduc au motif que, lié à des milieux fréquentant le radicalisme français, il aurait souhaité instaurer en Autriche une législation modifiant les privilèges de l'Église catholique.

### La version de l'inceste
Peter Poetschner, critique et historien d'art et expert des musées de Vienne, a comparé les portraits de Rodolphe et Marie, trouvant une troublante ressemblance notamment au niveau du nez, des oreilles et du menton. Ce constat le pousse à fouiller le passé de la mère de Marie. Une dizaine de mois avant la naissance de Marie en 1871, le mari d'Hélène Vetsera, diplomate, se trouvait à Saint-Pétersbourg. Il ne fait guère de doute que Marie est une fille adultérine. Hélène occupait une petite maison près du Prater à Vienne. Du côté de Rodolphe, François-Joseph et Élisabeth étaient séparés et des aventures de l'empereur sont avérées. Dans ce contexte, Peter Poetschner a avancé l'hypothèse que Rodolphe et Marie étaient frère et sœur. C'est ce secret que François-Joseph aurait révélé à son fils en privé le 18 janvier précédant le drame. Cette annonce couplée à la découverte de la grossesse de Marie pourrait être une des raisons qui poussèrent Rodolphe à tuer Marie avant de se suicider.

### Les autres versions
D'autres hypothèses plus fantaisistes évoquent : 
- Un assassinat perpétré par la femme de Rodolphe, Stéphanie de Belgique, lassée de ses adultères ;
- Une mascarade pour masquer l'exil des deux amants à Corfou, Rodolphe n’ayant pu divorcer de Stéphanie[8] ;
- Lorsque les troupes d'occupation soviétiques évacuent l'Autriche, à la faveur du traité du Belvédère en 1955, des soldats russes profanent la tombe de Marie Vetsera, probablement pour récupérer des bijoux. Le docteur Gerd Holler aurait inspecté le corps et remarqué que celui-ci ne portait pas de trace de balles. Il imagina un autre scénario et supposa que la baronne Hélène Vetsera (mère de Marie) aurait conçu une fille avec Rodolphe. Marie serait donc la fille de celui-ci et, enceinte à son tour à la suite de sa liaison incestueuse avec lui, elle serait morte des conséquences de l'avortement ordonné par l'empereur François-Joseph. Rodolphe, désespéré, se suicida ensuite[9].

Cette littérature fantaisiste refusant la version officielle du double suicide — ou le meurtre de Marie suivi du suicide de Rodolphe — est contredite par une découverte : le 31 juillet 2015, la Bibliothèque nationale autrichienne annonce qu'un récent inventaire de la banque privée autrichienne Schoellerbank (de) a mis au jour une chemise en cuir avec, à l'intérieur, des photographies et trois lettres d'adieu manuscrites authentifiées de Marie Vetsera.

Portraits des amants
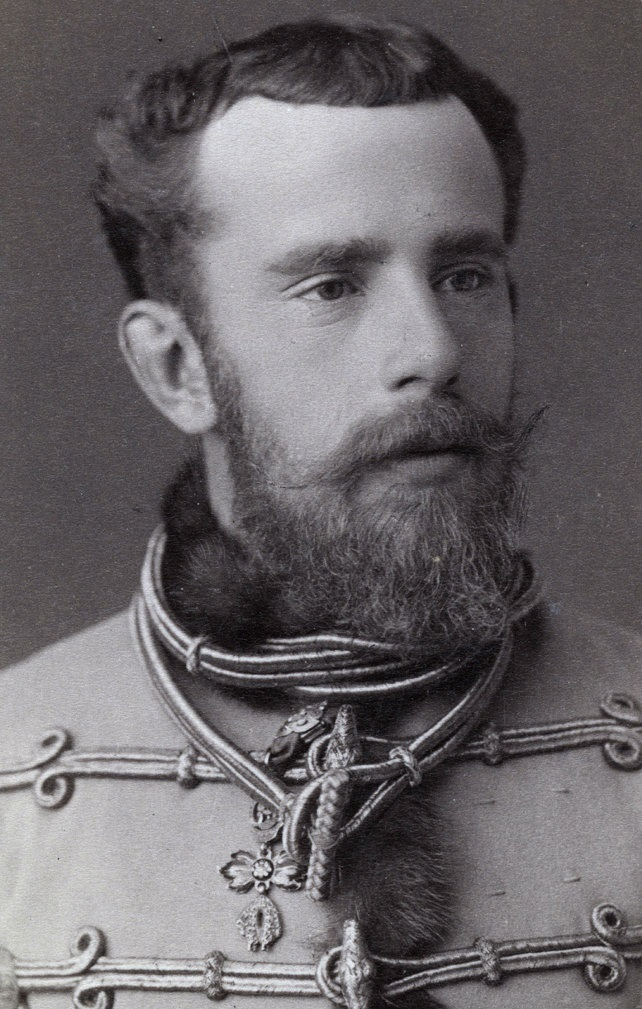
Rodolphe d'Autriche à 28 ans.
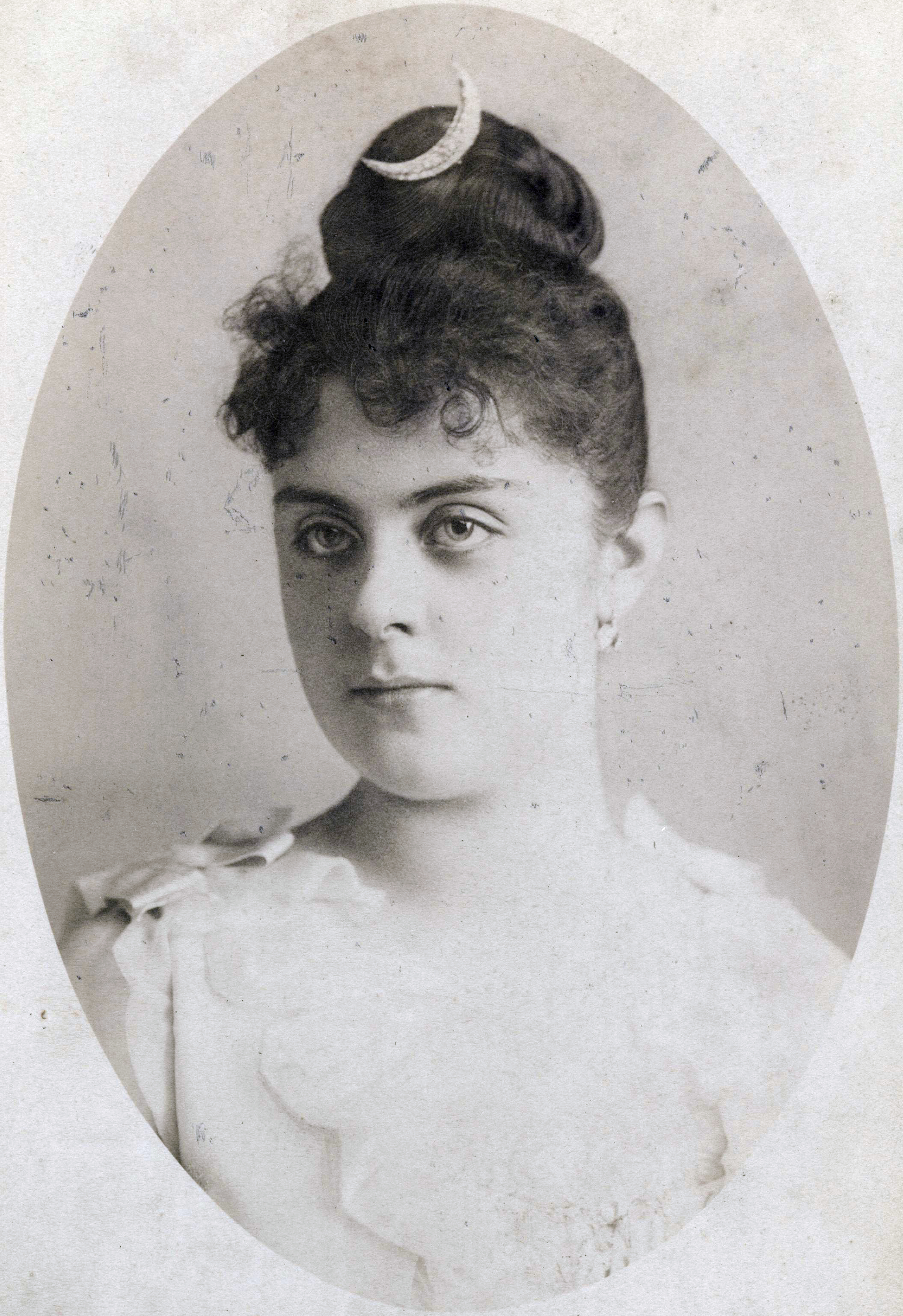
Marie Vetsera à 17 ans.

## Adaptations

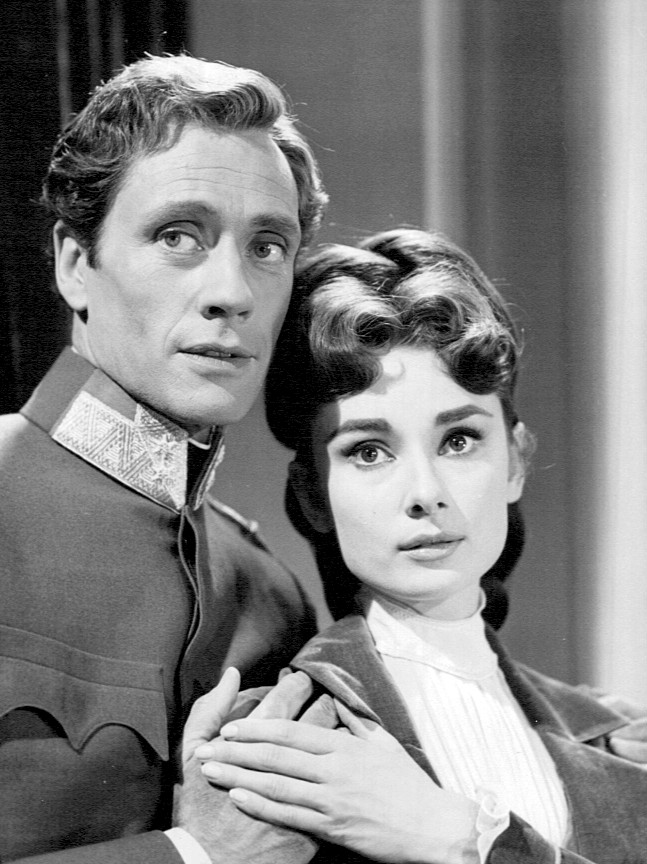
Audrey Hepburn et Mel Ferrer dans un anthologie à la télévision américaine en 1957.

### Filmographie
- Kronprinz Rudolph oder: Das Geheimnis von Mayerling (1919) de Rolf Randolf, avec Rold Randolf et Thea Sandten ;

- Mayerling (1936) d'Anatole Litvak, avec Danielle Darrieux et Charles Boyer ;
- De Mayerling à Sarajevo (1940) de Max Ophüls (le drame n'est qu'évoqué dans ce film, qui raconte l'histoire de François-Ferdinand, cousin de Rodolphe devenu héritier du trône après la mort de ce dernier) ;
- Le Secret de Mayerling (1949) de Jean Delannoy, avec Jean Marais et Dominique Blanchar ;
- Kronprinz Rudolfs letzte Liebe (Autriche, 1956) de Rudolf Jugert, avec Rudolf Prack et Christiane Hörbiger ;
- Mayerling (Etats-Unis, 1957) d'Anton Litvak, avec Audrey Hepburn et Mel Ferrer
- Le Drame de Mayerling (1964) de Stellio Lorenzi (collection La Caméra explore le temps[11] ), avec Pierre Vaneck et Danielle Palmero;
- Mayerling (1968) de Terence Young, avec Catherine Deneuve et Omar Sharif ;
- Vices privés, vertus publiques (1975) de Miklós Jancsó, avec Lajos Balázsovits et Teresa Ann Savoy (version très fantaisiste, dans laquelle le drame se déroule dans le contexte d'une orgie organisée par Rodolphe, et où Marie se révèle être un « hermaphrodite ») ;
- Prince Rodolphe : l'héritier de Sissi (2006) de Robert Dornhelm, avec Max von Thun et Vittoria Puccini.

### Littérature
- Taïa, roman d'Albert t'Serstevens (Albin Michel, 1929), qui se base sur une hypothèse du double meurtre, réédité dans l'anthologie Balkans en feu à l'aube du XXe siècle par les éditions Omnibus, 2004  (ISBN 2-258-05929-1).
- Les oubliés de Mayerling, roman d'Ann Dukthas (pseudonyme de Paul Doherty, historien et romancier anglais), qui se base sur une version originale de l'hypothèse du double meurtre. Titre original The time of murder, publié en français par les Éditions 10/18  (ISBN 2-264-03807-1).
- Jaque al Emperador. El secreto de Mayerling, roman historique de María Bastitz. Publié par éditions Altera (Barcelone, Espagne) en avril 2010  (ISBN 978-84-96840-93-5).
- La nuit de Mayerling, récit historique d'Alain Vircondelet publié par Plon, Paris, 1986  (ISBN 2-259-01425-9), soutient la thèse du meurtre de Mary par Rodolphe suivi de son suicide.
- Un soir à la Fenice, et plus particulièrement La disgrâce, romans d'Emmanuel Cruvelier, publiés aux éditions Nombre 7, soutiennent la thèse du meurtre par des conspirateurs hongrois.

### Ballet
- Mayerling, ballet de Kenneth MacMillan créé en 1978 à la Royal Opera House de Londres.